# Cathepsin-Z-like proteáza
Cathepsin-Z-like proteáza (zkráceně cathepsin Z proteáza) je cysteinová proteáza štěpící proteiny ve specifickém místě. Jde o enzym z třídy hydroláz.
Cathepsin-Z-like proteázu produkují hlístice i další parazité (mikrosporidie). Hraje velmi důležitou roli při jejich migraci organismem hostitele. Je jedním z enzymů, který umožňuje parazitovi narušit tkáň hostitele a usnadňuje mu tím průnik tkáněmi.